# Brigitta Boccoli
Brigitta Boccoli, (født 5. maj 1972), er en italiensk skuespillerinde og tidligere model.
Boccoli blev født i Rom, Lazio. Han begyndte at arbejde i tv og siden 1999 har hun været gift med Stefano Nones Orfei athlete af cirkusset og løvetæmmer.
Og 'søster Benedicta Boccoli.

## Film
- 1982: Manhattan Baby, filminstruktør Lucio Fulci
- 1985: La ragazza dei lillà, filminstruktør Flavio Mogherini
- 1987: Com'è dura l'avventura, filminstruktør Flavio Mogherini
- 1991: Nostalgia di un piccolo grande amore, director: Antonio Bonifacio
- 2003: Gli angeli di Borsellino, filminstruktør Rocco Cesareo
- 2006: Olè, filminstruktør Carlo Vanzina
- 2007: Valzer, filminstruktør Salvatore Maira
- 2008: Pietralata, filminstruktør Gianni Leacche

## Teater
- 1993–1994: Scanzonatissimo, instruktør Dino Verde
- 1998: The Owl and the Pussycat, instruktør Furio Angiolella
- 1999: L'ultimo Tarzan, instruktør Sergio Japino
- 1999–2001: Il padre della sposa, instruktør Sergio Japino
- 2001: Anfitrione, (Plautus), instruktør Michele Mirabella
- 2002: La schiava, instruktør Claudio Insegno
- 2002–2003: Uscirò dalla tua vita in taxi, instruktør Ennio Coltorti
- 2003: Il Paradiso può attendere, instruktør Anna Lenzi
- 2010: La mia miglior nemica, instruktør Cinzia Berni

## Diskografi
- 1989 - Stella (med sin søster Benedicta Boccoli i Sanremo Music Festival)

## Ekstern kilde/henvisning
- Brigitta Boccoli på Internet Movie Database (engelsk)
- Brigitta Boccoli på AlloCiné (fransk)
- Brigitta Boccoli på AllMovie (engelsk)
- Brigitta Boccoli på Turner Classic Movies (engelsk)
- Brigitta Boccoli på The Movie Database (engelsk)

- Wikimedia Commons har flere filer relateret til Brigitta Boccoli